# コテージ作戦
コテージ作戦（コテージさくせん、Operation Cottage）は、太平洋戦争中の1943年8月に行われた、アメリカ軍などによるアリューシャン諸島のキスカ島への上陸作戦である。本作戦は、日本海軍によりキスカ島守備隊が撤退した後に実行された。

## 概要
1943年5月のアッツ島上陸に続いて、アメリカ領土奪還作戦として実行された。
上陸部隊の兵力は34426名（内、5300名はカナダ兵）で、指揮はアメリカ陸軍のチャールズ・コーレット少将が執った。参加艦艇は戦艦「ペンシルヴェニア」、「アイダホ」、「ミシシッピ」、巡洋艦「ポートランド」、「サンタ・フェ」などであった。
作戦実行日は8月15日と決められた。作戦の計画は、南と東から艦砲射撃を行い、さらに南から上陸すると見せかけ実際は初日には島中央の北側に上陸し、二日目には島北部の西側に上陸するという大掛かりな上陸作戦が計画されていた。

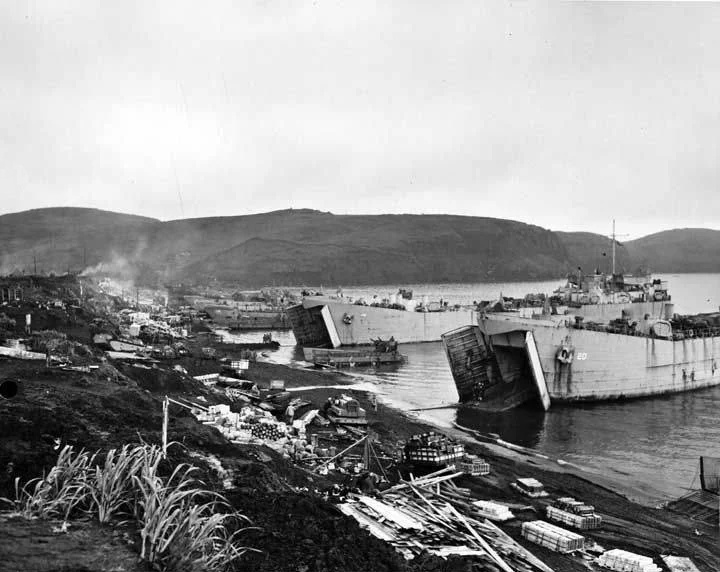
キスカ島に上陸するアメリカ軍

まず、キスカ島に対して激しい砲爆撃が行われた。そして、1943年8月13日に攻略部隊がアダック島から出撃した。15日、攻略部隊はキスカ島に到着した。
戦後、『史上最大の最も実戦的な上陸演習であった』『米国史上最悪の軍事訓練』と皮肉られるほど上陸作戦は計画通り進められ、日本軍が既に撤退していたために敵勢力との戦闘は起きなかったものの、同士討ち、仕掛けられていた地雷や罠、交通事故や暴発などによって死傷者が生じた。また8月18日には、島の北西で哨戒中であった駆逐艦「アブナー・リード」が触雷して死傷者を出した。
主に同士討ちによる死者数100人余り、負傷者が数十名であった。

## 同士撃ちの背景
当時アメリカ軍は前例（アッツ島での玉砕）により、「撤退作戦の失敗が重なれば日本軍は直に徹底抗戦に出るだろう」と考えていた。
特にアッツ島攻略の後半では、水際防衛を放棄した後も山岳地帯へ撤退した日本軍の近接戦闘によって米軍は甚大な損害を被っており、上級司令部たる北太平洋司令部のキンケイド中将及び幕僚は「日本人の勤勉さと武士道の強靭さ」を強く印象付けられた結果、ありとあらゆる事象を「日本軍の作戦」とする固定観念にとらわれ、事前の偵察や写真分析によって撤退の兆候を掴んでいたにも関わらずに黙殺ないし軽視してしまっていた。
それに加え、撤退作戦前日にレーダーの誤認を日本軍の艦艇と勘違いし砲撃し、撃退したと思い込んでいた。
その後、弾薬補給のため2日間だけ警備ががら空きになっていた日に、（アメリカ軍の事情はもちろん知る由もない）日本海軍が救出作戦を行っていたため（キスカ島撤退作戦参照）、アメリカ軍としては「前日に日本軍艦を砲撃し、撃退した」ので、次の日も日本軍が救出作戦を試みるなど、予想が出来なかった。弾薬補給の後、アメリカ軍は翌日には海上封鎖を再開していた。
アメリカ軍は日本軍が撤退したとは知らなかったため、通常通り艦砲射撃を行い、上陸作戦を行った。そのため上陸後、周囲を警戒するが、「いるはずの日本軍」が一向に攻撃を仕掛けてこないので兵士たちは疑心暗鬼に陥った。実際にアッツ島では水際よりも霧が深い山間部で戦闘が発生したため、「いつ不意を突かれて襲われるか分からない」と更に兵士達の緊張状態が高まった結果、動く物を無差別に日本軍兵士と勘違いし同士討ちが起きた。

## 余談
なお、キスカ守備隊の日本海軍軍医長が「救出作戦が成功するかどうかは別として、アメリカのやっこさんたちをびっくりさせてやろう」といたずら心で撤退前に「ペスト患者収容所」と書いた看板を置いたため、アメリカ軍上陸後、従軍していたドナルド・キーンがこれを訳した際に再度パニックが起き、本国にペストワクチンを要請する緊急通信を打っている。キーンはこの時ペストの感染を疑われ、検査のために本国へ送り返された。